# Hyperaspidius
Hyperaspidius  (лат.) — род божьих коровок из подсемейства Scymninae.

## Описание
Тело овальной или удлинённой формы. Имеет обычно чёрную или коричневую окраску, обычно со светлым рисунком.

## Систематика
В составе рода:
- вид: Hyperaspidius comparatus Casey
- вид: Hyperaspidius hercules Belicek
- вид: Hyperaspidius insignis Casey
- вид: Hyperaspidius mimus Casey
- вид: Hyperaspidius vittigerus (LeConte)